# Mesembryanthemum oculatum
Mesembryanthemum oculatum är en isörtsväxtart som beskrevs av N. E.Brown. Mesembryanthemum oculatum ingår i Isörtssläktet som ingår i familjen isörtsväxter. Inga underarter finns listade i Catalogue of Life.